# ملئ الفراغ
ملئ الفراغ هو فيلم من نوع دراما أُصدر في يوليو 2012. الفيلم من توزيع لوكي ريد للتوزيع ‏، وهو من إخراج وسيناريو Rama Burshtein ‏.

## القصة
تقع أحداث الفيلم في تل أبيب.

## طاقم التمثيل
- هيلا فيلدمان  [لغات أخرى]‏
- يائيل التل
- راضيه الاسرائيلي  [لغات أخرى]‏
- هداس يارون
- نيتا موران  [لغات أخرى]‏
- Chaim Sharir  [لغات أخرى]‏
- يفتاح كلاين [الإنجليزية]‏
- Irit Sheleg  [لغات أخرى]‏
- Renana Raz  [لغات أخرى]‏
- Michael Weigel  [لغات أخرى]‏

## وصلات خارجية
- ملئ الفراغ على موقع IMDb (الإنجليزية)
- ملئ الفراغ على موقع ميتاكريتيك (الإنجليزية)
- ملئ الفراغ على موقع روتن توميتوز (الإنجليزية)
- ملئ الفراغ على موقع ألو سيني (الفرنسية)
- ملئ الفراغ على موقع Turner Classic Movies (الإنجليزية)
- ملئ الفراغ على موقع أول موفي (الإنجليزية)
- ملئ الفراغ على موقع بوكس أوفيس موجو (الإنجليزية)
- ملئ الفراغ على موقع فيلمافينيتي (الإسبانية)
- ملئ الفراغ على موقع قاعدة بيانات الفيلم (الإنجليزية)
- ملئ الفراغ على موقع ليتربوكسد (الإنجليزية)